# Bezirk Güssing
Der Bezirk Güssing (ungarisch Németújvári járás) ist ein politischer Bezirk des Burgenlandes. 
Wirtschaftliche Bedeutung hat das Europäische Zentrum für erneuerbare Energie (EEE) in Güssing, touristisch bedeutend ist auch die Therme in Stegersbach.

## Angehörige Gemeinden
Der Bezirk Güssing umfasst insgesamt achtundzwanzig Gemeinden, darunter eine Stadt und acht 

Marktgemeinden.
|-
| Gemeinde                    | ungarisch             | kroatisch     | Lage | Ew    | km²   | Ew / km² | Gerichtsbezirk | Region | Typ             | Foto | Metadaten         |
| --------------------------- | --------------------- | ------------- | ---- | ----- | ----- | -------- | -------------- | ------ | --------------- | ---- | ----------------- |
| Bildein                     | Beled                 |               |      | 348   | 15,91 | 22       | Güssing        |        | Gemeinde        | ja   | Gem.Kennz.: 10426 |
| Bocksdorf                   | Baksafalva            |               |      | 807   | 9,99  | 81       | Güssing        |        | Gemeinde        | ja   | Gem.Kennz.: 10401 |
| Burgauberg-Neudauberg       | Burgóhegy-Magashegy   |               |      | 1.439 | 10,91 | 132      | Güssing        |        | Gemeinde        | ja   | Gem.Kennz.: 10402 |
| Eberau                      | Monyorókerék          | Eberava       |      | 916   | 30,74 | 30       | Güssing        |        | Markt- gemeinde | ja   | Gem.Kennz.: 10403 |
| Gerersdorf-Sulz             | Németszentgrót-Sóskut |               |      | 1.017 | 21,63 | 47       | Güssing        |        | Gemeinde        | ja   | Gem.Kennz.: 10404 |
| Großmürbisch                | Alsómedves            | Veliki Medveš |      | 238   | 7,92  | 30       | Güssing        |        | Gemeinde        | ja   | Gem.Kennz.: 10420 |
| Güssing                     | Németújvár            | Novigrad      |      | 3.590 | 49,31 | 73       | Güssing        |        | Stadt- gemeinde | ja   | Gem.Kennz.: 10405 |
| Güttenbach                  | Pinkóc                | Pinkovac      |      | 866   | 15,90 | 54       | Güssing        |        | Markt- gemeinde | ja   | Gem.Kennz.: 10406 |
| Hackerberg                  | Vághegy               | Stinjački Vrh |      | 374   | 3,87  | 97       | Güssing        |        | Gemeinde        | ja   | Gem.Kennz.: 10418 |
| Heiligenbrunn               | Szentkút              |               |      | 735   | 33,51 | 22       | Güssing        |        | Gemeinde        | ja   | Gem.Kennz.: 10407 |
| Heugraben                   | Sirovnicza            | Žarnovica     |      | 226   | 6,47  | 35       | Güssing        |        | Gemeinde        | ja   | Gem.Kennz.: 10424 |
| Inzenhof                    | Borosgödör            |               |      | 329   | 5,97  | 55       | Güssing        |        | Gemeinde        | ja   | Gem.Kennz.: 10421 |
| Kleinmürbisch               | Felsőmedves           |               |      | 227   | 4,29  | 53       | Güssing        |        | Gemeinde        | ja   | Gem.Kennz.: 10422 |
| Kukmirn                     | Kukmér                |               |      | 2.008 | 40,50 | 50       | Güssing        |        | Markt- gemeinde | ja   | Gem.Kennz.: 10408 |
| Moschendorf                 | Nagysároslak          |               |      | 370   | 13,18 | 28       | Güssing        |        | Gemeinde        | ja   | Gem.Kennz.: 10428 |
| Neuberg im Burgenland       | Újhegy                | Nova Gora     |      | 937   | 17,61 | 53       | Güssing        |        | Gemeinde        | ja   | Gem.Kennz.: 10409 |
| Neustift bei Güssing        | Újtelep               |               |      | 434   | 11,44 | 38       | Güssing        |        | Gemeinde        | ja   | Gem.Kennz.: 10410 |
| Olbendorf                   | Óbér                  | Lovrenac      |      | 1.485 | 17,38 | 85       | Güssing        |        | Gemeinde        | ja   | Gem.Kennz.: 10411 |
| Ollersdorf im Burgenland    | Barátfalva            |               |      | 959   | 8,86  | 108      | Güssing        |        | Markt- gemeinde | ja   | Gem.Kennz.: 10412 |
| Rauchwart                   | Rábort                |               |      | 475   | 17,51 | 27       | Güssing        |        | Gemeinde        | ja   | Gem.Kennz.: 10427 |
| Rohr im Burgenland          | Nád                   |               |      | 362   | 8,38  | 43       | Güssing        |        | Gemeinde        | ja   | Gem.Kennz.: 10425 |
| Sankt Michael im Burgenland | Pusztaszentmihály     | Sveti Mihalj  |      | 1.015 | 18,38 | 55       | Güssing        |        | Markt- gemeinde | ja   | Gem.Kennz.: 10413 |
| Stegersbach                 | Szentelek             | Santalek      |      | 2.752 | 17,77 | 155      | Güssing        |        | Markt- gemeinde | ja   | Gem.Kennz.: 10414 |
| Stinatz                     | Pásztorháza           | Stinjaki      |      | 1.254 | 9,50  | 132      | Güssing        |        | Markt- gemeinde | ja   | Gem.Kennz.: 10415 |
| Strem                       | Strém                 |               |      | 910   | 23,78 | 38       | Güssing        |        | Markt- gemeinde | ja   | Gem.Kennz.: 10416 |
| Tobaj                       | Tobaj                 | Tobaj         |      | 1.400 | 58,14 | 24       | Güssing        |        | Gemeinde        | ja   | Gem.Kennz.: 10417 |
| Tschanigraben               | Sándorhegy            |               |      | 66    | 1,71  | 39       | Güssing        |        | Gemeinde        | ja   | Gem.Kennz.: 10423 |
| Wörterberg                  | Vörthegy              |               |      | 533   | 4,76  | 112      | Güssing        |        | Gemeinde        | ja   | Gem.Kennz.: 10419 |

### Gemeindeänderungen ab 1945
1. Jänner 1971
- Vereinigung der Gemeinden Bocksdorf, Heugraben und Rohr im Burgenland zur Gemeinde Bocksdorf
- Vereinigung der Gemeinden Burgauberg und Neudauberg zur Gemeinde Burgauberg-Neudauberg
- Vereinigung der Gemeinden Eberau, Gaas, Kroatisch Ehrensdorf, Kulm im Burgenland, Oberbildein, Unterbildein und Winten zur Gemeinde Eberau
- Vereinigung der Gemeinden Gerersdorf bei Güssing, Rehgraben und Sulz im Burgenland zur Gemeinde Gerersdorf-Sulz
- Vereinigung der Gemeinden Glasing, Güssing, Steingraben und Urbersdorf zur Gemeinde Güssing
- Vereinigung der Gemeinden Deutsch Bieling, Hagensdorf im Burgenland, Heiligenbrunn, Luising und Reinersdorf zur Gemeinde Heiligenbrunn
- Vereinigung der Gemeinden Eisenhüttl, Kukmirn, Limbach im Burgenland und Neusiedl bei Güssing zur Gemeinde Kukmirn
- Vereinigung der Gemeinden Großmürbisch, Inzenhof, Kleinmürbisch, Neustift bei Güssing und Tschanigraben zur Gemeinde Neustift bei Güssing
- Vereinigung der Gemeinden Hackerberg, Ollersdorf im Burgenland und Wörterberg zur Gemeinde Ollersdorf im Burgenland
- Vereinigung der Gemeinden Gamischdorf, Rauchwart im Burgenland, Sankt Michael im Burgenland und Schallendorf im Burgenland zur Gemeinde Sankt Michael im Burgenland
- Vereinigung der Gemeinden Deutsch Ehrensdorf, Moschendorf, Steinfurt, Strem und Sumetendorf zur Gemeinde Strem
- Vereinigung der Gemeinden Deutsch Tschantschendorf, Hasendorf im Burgenland, Kroatisch Tschantschendorf, Punitz, Tobaj und Tudersdorf zur Gemeinde Tobaj

1. Jänner 1991
- Aufteilung der Gemeinde Ollersdorf im Burgenland auf die Gemeinden Hackerberg, Ollersdorf im Burgenland und Wörterberg

1. Juni 1991
- Aufteilung der Gemeinde Neustift bei Güssing auf die Gemeinden Großmürbisch, Inzenhof, Kleinmürbisch, Neustift bei Güssing und Tschanigraben

1. Jänner 1992
- Aufteilung der Gemeinde Bocksdorf auf die Gemeinden Bocksdorf, Heugraben und Rohr im Burgenland

1. Jänner 1993
- Aufteilung der Gemeinde Eberau auf die Gemeinden Bildein und Eberau
- Aufteilung der Gemeinde Sankt Michael im Burgenland auf die Gemeinden Rauchwart und Sankt Michael im Burgenland

1. Jänner 1995
- Aufteilung der Gemeinde Strem auf die Gemeinden Moschendorf und Strem[1]